# Hainai
Hainai foi uma Nativa Americana que viveu no que é hoje o estado do Texas.